# Yauhquemecan
Yauhquemehcan , également appelé San Dionisio Yauhquemehcan, est une municipalité de l'État de Tlaxcala au Mexique. Elle a été fondée en 1822.